# Tecama Calería
Tecama Calería är en ort i Mexiko.   Den ligger i kommunen Córdoba och delstaten Veracruz, i den sydöstra delen av landet, 230 km öster om huvudstaden Mexico City. Tecama Calería ligger 1 129 meter över havet och antalet invånare är 766.
Terrängen runt Tecama Calería är kuperad. Runt Tecama Calería är det tätbefolkat, med 427 invånare per kvadratkilometer. Närmaste större samhälle är Córdoba, 11,9 km sydost om Tecama Calería. I omgivningarna runt Tecama Calería växer huvudsakligen savannskog.